# James Love (Politiker)
James Love (* 12. Mai 1795 im Nelson County, Kentucky; † 12. Juni 1874 in Galveston, Texas) war ein US-amerikanischer Politiker. Zwischen 1833 und 1835 vertrat er den Bundesstaat Kentucky im US-Repräsentantenhaus.

## Werdegang
James Love besuchte die öffentlichen Schulen in Bardstown. Trotz seiner Jugend nahm er als Freiwilliger am Britisch-Amerikanischen Krieg von 1812 teil. Nach einem anschließenden Jurastudium und seiner Zulassung als Rechtsanwalt begann er in Barbourville in diesem Beruf zu arbeiten. Gleichzeitig schlug er eine politische Laufbahn ein. Zwischen 1819 und 1831 war er Abgeordneter im Repräsentantenhaus von Kentucky. In den 1820er Jahren schloss er sich der Bewegung gegen den späteren Präsidenten Andrew Jackson an und wurde Mitglied der National Republican Party.
Bei den Kongresswahlen des Jahres 1832 wurde Love im neunten Wahlbezirk von Kentucky in das US-Repräsentantenhaus in Washington, D.C. gewählt, wo er am 4. März 1833 die Nachfolge von Charles A. Wickliffe antrat. Da er bei den Wahlen des Jahres 1834 auf eine weitere Kandidatur verzichtete, konnte Love bis zum 3. März 1835 nur eine Legislaturperiode im Kongress absolvieren. Seit dem Amtsantritt von Präsident Jackson im Jahr 1829 wurde innerhalb und außerhalb des Kongresses heftig über dessen Politik diskutiert. Dabei ging es um die umstrittene Durchsetzung des Indian Removal Act, den Konflikt mit dem Staat South Carolina, der in der Nullifikationskrise gipfelte, und die Bankenpolitik des Präsidenten.
Im Jahr 1837 zog James Love nach Galveston in der damals unabhängigen Republik Texas. Nach der Aufnahme Texas’ in die Vereinigten Staaten war er im Jahr 1846 Delegierter auf der Versammlung, auf der die neue Verfassung dieses Staates ratifiziert wurde. Danach wurde er Richter im Galveston County. Anschließend war er bis zum Ausbruch des Bürgerkrieges beim dortigen Bundesgericht angestellt. Während des Krieges diente Love zwei Jahre lang bei den Terry Rangers, einer für die Konföderation kämpfenden Einheit, die aus freiwilligen texanischen Soldaten bestand. Nach dem Krieg war Love zunächst Richter am Kriminalgericht im Galveston und im Harris County. Aus diesem Amt wurde er aber vom Kommandeur der Militärverwaltung der Unionstruppen entlassen. James Love starb am 12. Juni 1874 in Galveston.